# Beardmore W.B.V
Pour les articles homonymes, voir Beardmore.
Le Beardmore W.B.V est un avion de chasse monoplace britannique de la Première Guerre mondiale. Destiné à lutter contre les dirigeables, il devait être embarqué sur navires porte-aéronefs. Il fut développé en parallèle avec le W.B.IV mais avec une approche plus classique. 
Ce biplan monoplace devait recevoir un canon Puteaux de 37 mm. Chargé manuellement, le canon était installé entre les blocs de cylindres du moteur Hispano-Suiza 8Bd, qui avait retrouvé sa position classique, et tirait à travers l’axe de l’hélice. On retrouvait sur cet appareil une voilure repliable, un train d’atterrissage largable, et des flotteurs gonflables étaient prévus en cas d’amerrissage forcé. 
Trois prototypes furent commandés (Serials N41 à N43), le premier prenant l’air le 3 décembre 1917, mais le canon Puteaux fut rapidement déclaré dangereux par le Royal Naval Air Service et remplacé par une mitrailleuse Vickers synchronisées de 7,7 mm, le pilote disposant également d’une Lewis Mark I sur pivot au plan supérieur. Le N43 ne fut jamais achevé. 

## Sources
1. 1 2  JM Bruce
2. ↑  FK Mason
3. 1 2  Bruce Robertson

### Développement lié
- Beardmore W.B.IV

### Aéronefs comparables
- SPAD S.XII